# Војвођански гласник (лист)
Војвођански гласник је лист који је излазио 1927. у Сомбору. Одговорни уредник листа био је Никола Јовановић.

## Историјат
У раздобљу између Првог и Другог светског рата у Сомбору излазили су многи краткотрајни страначки листови, а један од њих је и Војвођански гласник. Лист је почео излазити пред изборе за Скупштину током лета 1927, готово истовремено кад и радикалски Бачванин, као нов антипод Сомборској речи.
Иако је званично описан као „непристрасан орган јавног мишљења”, био је наклоњен Светозару Прибићевићу и описиван је као „агитациона штампа”. Угашен је после неколико бројева. Излазио је недељно, а штампан је у штампарији Стевана Стојачића, који је био његов власник. Одговорни уредник је био Никола Јовановић.